# Вільям Джордж Елфінстоун
Генерал-майор Вільям Джордж Кейт Елфінстоун (англ. William George Keith Elphinstone ; 1782, Шотландія, Британська імперія — 23 квітня 1842, Афганістан) — офіцер Британської армії, командир 33-го піхотного полку і учасник битви при Ватерлоо. У 1840 році був призначений командувачем британської армії в Кабулі. Після початку афганського повстання було вирішено евакуювати Кабул. Елфінстоун керував відступом, який розпочався 6 січня 1842 року. Його армія була повністю знищена, він сам потрапив у полон і загинув у полоні.

## Біографія
Він народився в Шотландії в 1782 році, син Вільяма Фуллертона Елфінстоуна, який був директором Британської Ост-Індської компанії, і племінник адмірала Джорджа Кейта Елфінстоуна,1-го віконта Кейта.
Елфінстоун вступив до Британської армії в 1804 році як лейтенант ; він служив протягом усієї Наполеонівської війни, піднявшись до звання підполковника до 1813 року, коли він став командиром 33-го піхотного полку. Він брав участь у битві при Ватерлоо у 1815 році. За свої дії при Ватерлоо Елфінстоун був нагороджений Орденом Бані, а також удостоєний звання Лицаря голландського ордена Вільгельма і російського ордена святої Анни 2-го ступеня (6/18 серпня 1815). Він залишив полк в 1822. Після того, як Ельфінстон був призначений полковником у 1825 році, він деякий час служив ад'ютантом короля Георга IV.

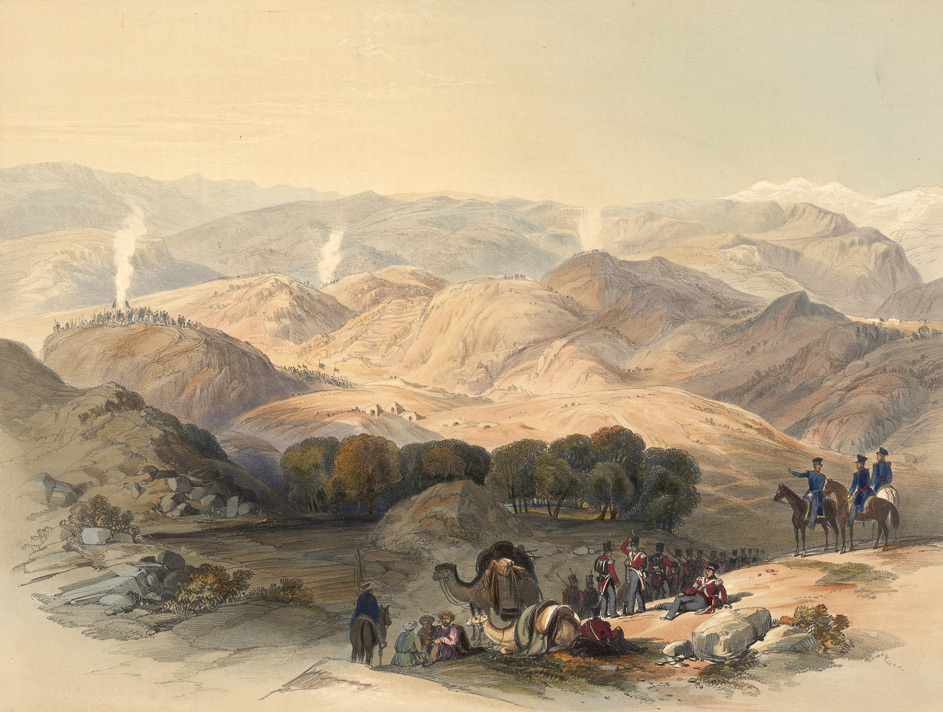
Гай та Долина Джугдуллука, де армія Елфінстоуна провела свій останній бій у тяжкому відступі; Січень 1842 р. Намальовано на місці Джеймсом Реттреєм.

Елфінстоун був проведений в генерал-майори в 1837, а в 1841 під час Першої англо-афганської війни командував британським гарнізоном в Кабулі чисельністю близько 4500 осіб, з яких 690 були європейцями, а інші — індусами. Гарнізон також включав 12 000 цивільних осіб, у тому числі солдатські сім'ї. Він був літнім, нерішучим, слабким і нездоровим, і виявився зовсім некомпетентним на цій посаді. Уся його команда була вбита під час відступу англійців з Кабула в січні 1842.
Елфінстоун помер у полоні в Афганістані через кілька місяців. Його тіло було відправлено з невеликою охороною афганських солдатів у британський гарнізон у Джелалабаді. «Вірний» денщик Елфінстоуна Мур, який залишився з генералом, супроводжував тіло. Дорогою на них напала «група одноплемінників», але в результаті тіло досягло гарнізону. Ельфінстон похований у безіменній могилі.